# NGC 1336
NGC 1336 is een elliptisch sterrenstelsel in het sterrenbeeld Oven. Het hemelobject werd op 22 oktober 1835 ontdekt door de Britse astronoom John Herschel. NGC 1336 maakt deel uit van de kleine Fornaxcluster, die 58 sterrenstelsels bevat.

## Opzoekmethode NGC 1336
Het opsporen van het sterrenstelsel NGC 1336 is vrij eenvoudig daar het zich, vanaf de aarde gezien, vertoont in de onmiddellijke nabijheid van het driehoekig asterisme χ 1-2-3 Fornacis (Chi 1-2-3 Fornacis) in het sterrenbeeld Oven. Dit driehoekig asterisme heeft een schijnbare diameter van een halve graad, maar klimt, gezien vanuit de Benelux, tot slechts 3 graden boven de zuidelijke horizon. Waarnemers in de zuidelijke hemisfeer van de Aarde hebben meer geluk om het sterrenstelsel NGC 1336 op te sporen omdat het object zich op grotere hoogte boven de horizon vertoont. Het driehoekig asterisme Chi 1-2-3 Fornacis is ook bekend als STAR 2, het tweede object in Philip S. Harrington's STAR catalog (Small Telescope Asterism Roster). Op anderhalve graad ten oosten van STAR 2 is het opvallende propellervormige sterrenstelsel NGC 1365 te vinden.

## Synoniemen
- PGC 12848
- ESO 358-2
- MCG -6-8-16
- FCC 47